# أليكسي أنطونوف
الجنرال أليكسي إينوكينتيفيتش أنطونوف (بالروسية: Алексей Иннокентьевич Антонов) وُلد في غرودنو بالإمبراطورية الروسية (بيلاروسيا حاليا) بتاريخ 05 سبتمبر 1896 (بحسب التقويم الجديد أو 28 سبتمبر 1892 بحسب التقويم القديم)، وتوُفي بمدينة موسكو في 18 يونيه 1962، حصل على وسام النصر تقديرا لمجهوداته خلال الحرب العالمية الثانية.

## روابط خارجية
- أليكسي أنطونوف على موقع مونزينجر (الألمانية)
- أليكسي أنطونوف على موقع قاعدة بيانات الفيلم (الإنجليزية)